# Buddenbrookhaus
La Buddenbrookhaus (in italiano; "Casa (dei) Buddenbrook") è un edificio, risalente al 1758  (e ricostruito dopo le distruzioni della seconda guerra mondiale), della città tedesca di Lubecca (Schleswig-Holstein, Germania nord-occidentale), che dal 1841 (o 1842) al 1891  appartenne alla famiglia di Heinrich e Thomas Mann e che dal 2000 ospita una mostra permanente dedicata ai due scrittori e ai loro familiari, lo Heinrich-und-Thomas-Mann-Zentrum.
L'edificio, che ospitava gli uffici della Ditta Mann e che fu spesso frequentato dai due scrittori durante l'infanzia, prende il nome dal romanzo di Thomas Mann I Buddenbrook  (Buddenbrooks, 1901), opera che Mann ambientò in gran parte tra quelle mura e che valse all'autore il Premio Nobel nel 1929.
Al museo sono stati conferiti vari premi, tra cui il Premio Europeo.

## Ubicazione
La casa si trova al nr. 4 di Mengstraße, nei pressi della Chiesa di Santa Maria (Marienkirche) e nelle vicinanze del Municipio.

## Caratteristiche

### L'edificio
L'edificio presenta una facciata in stile rococò di color bianco con frontone.

## Storia
L'edificio fu costruito nel 1758 su progetto di Johann Michael Croll.
La casa divenne di proprietà della famiglia Mann a partire dal 1841  ( o 1842), quando fu acquistata da Johann Segmund Mann, nonno di Thomas e Heinrich Mann e proprietario di una ditta di cereali.

Nell'edificio fu stabilita la sede della Ditta Mann: la casa rimase di proprietà dei Mann fino al 1891, quando la ditta cessò la propria attività.

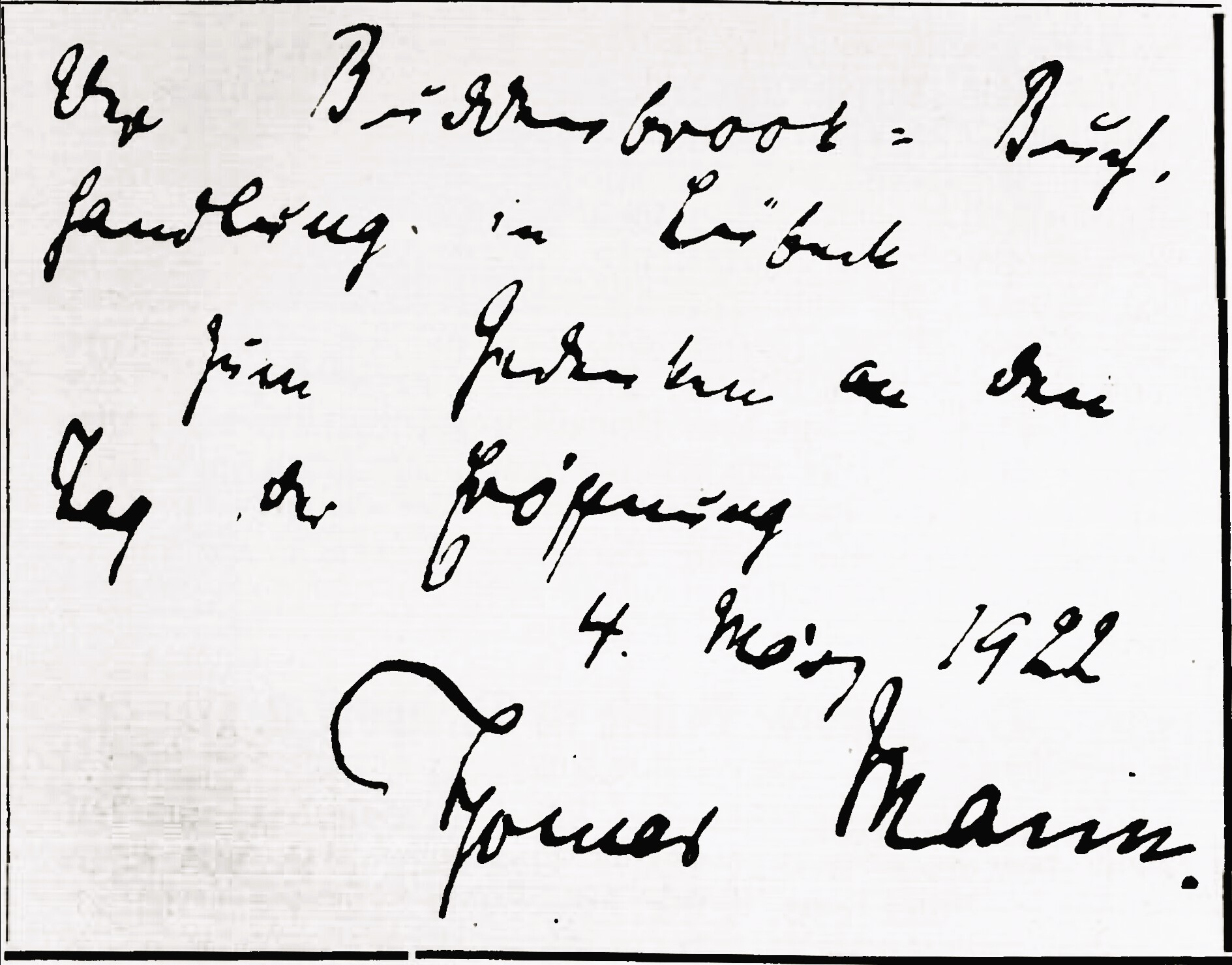

Negli anni venti del XX secolo, la casa fu adibita a libreria, la Buddenbrook-Buchhandlung ("Libreria Buddenbrook"), inaugurata nel 1922 alla presenza di Thomas Mann.  La libreria cessò la propria attività nel 1933, con l'avvento del nazismo.
Nel corso della seconda guerra mondiale, e precisamente nel 1942, la casa fu distrutta dai bombardamenti  (lo stesso Thomas Mann si fece ritrarre 11 anni dopo assieme alla moglie in una fotografia fatta davanti a quel che rimaneva dell'edificio).
Nel 1993, la casa fu acquistata dalla città di Lubecca, che nel 2000 vi stabilì un museo dedicato alla famiglia Mann.

### Il museo
Il museo, suddiviso su 5 piani ,  illustra, attraverso foto, film, ecc., la vita di Heinrich e Thomas Mann e dei loro discendenti  (Erika, Klaus, Golo, Michael, Elisabeth e Monika). Ampio spazio è dedicato naturalmente anche al romanzo I Buddenbrook .
Il museo è strutturato in ordine cronologico  e suddiviso in sei sezioni: si parte dalle origini della famiglia Mann (nella sezione Herkunft", "Origini") per arrivare infine alle tracce lasciate ai posteri dalla stessa (nella sezione Spuren", "Tracce"). Le altre sezioni sono intitolate: "Partenza" (Aufbruch; sezione che traccia la partenza da Lubecca dei fratelli Mann), "Percorsi di vita" (Lebenswege), "Sofferenza per la Germania" (Leiden an Deutschland) e "Addii" (Abschiede).

## Galleria d'immagini

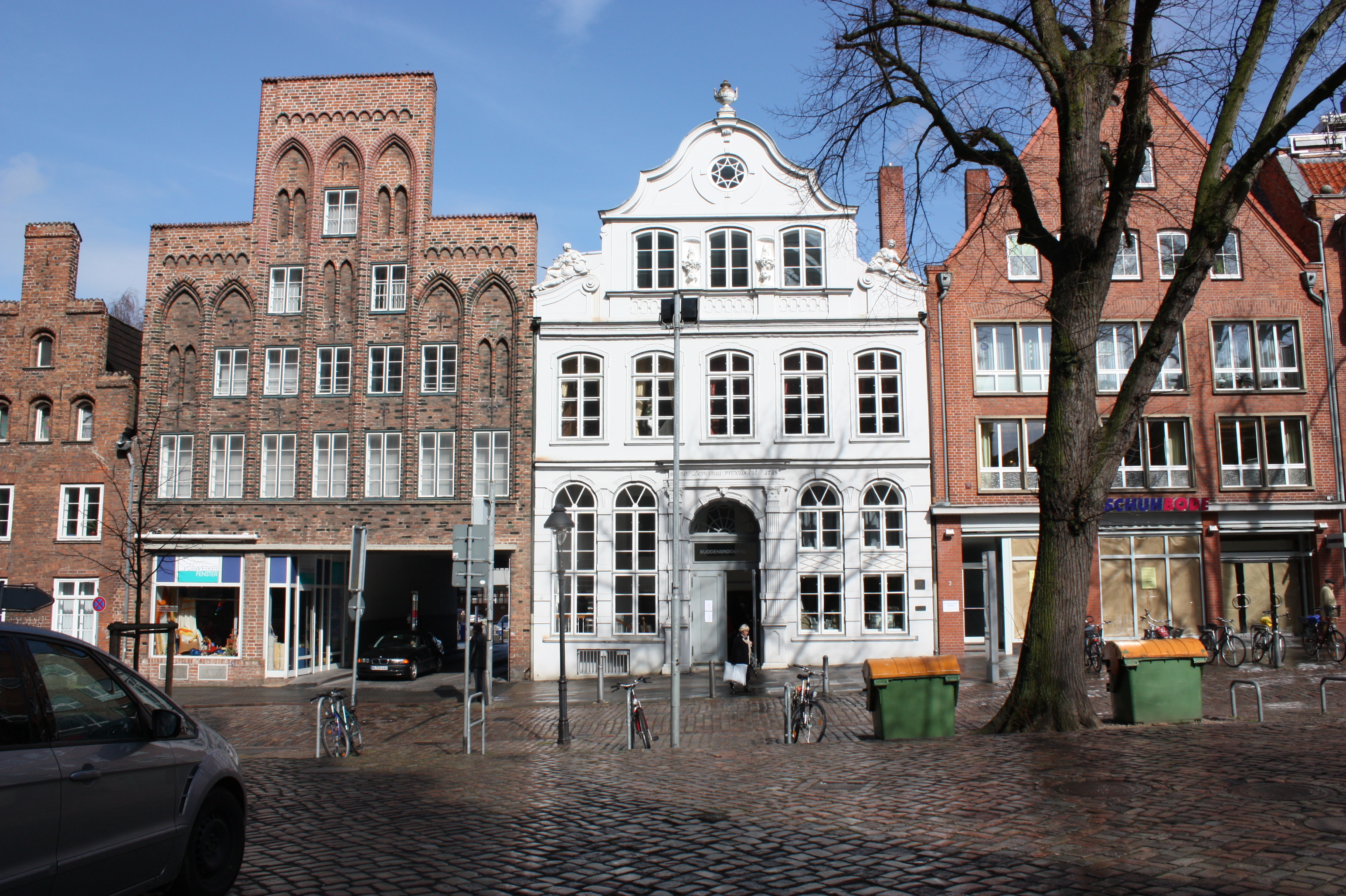
La Buddenbrookhaus (al centro), al n° 4 di Mengstraße, a Lubecca
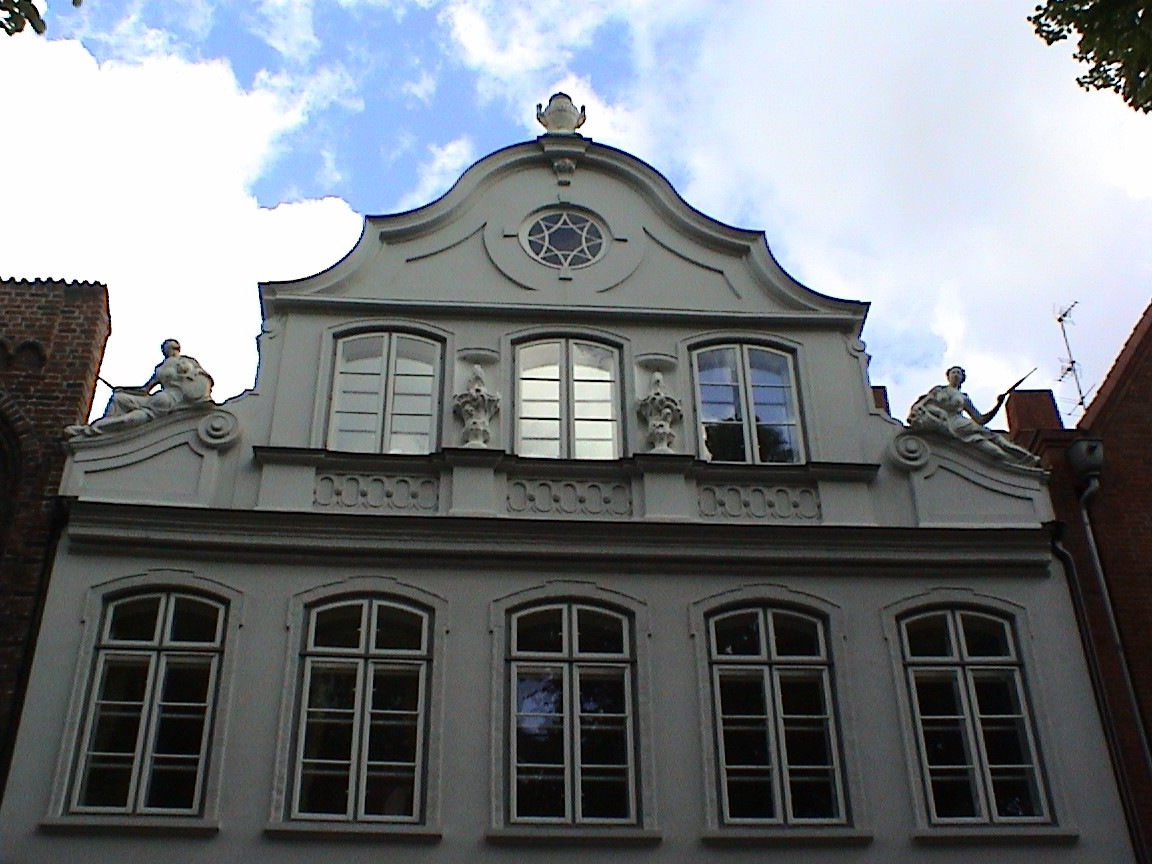
Il frontone
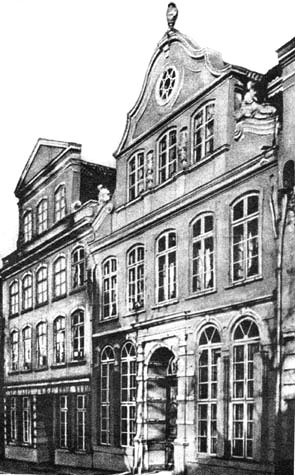
L'edificio nel 1870
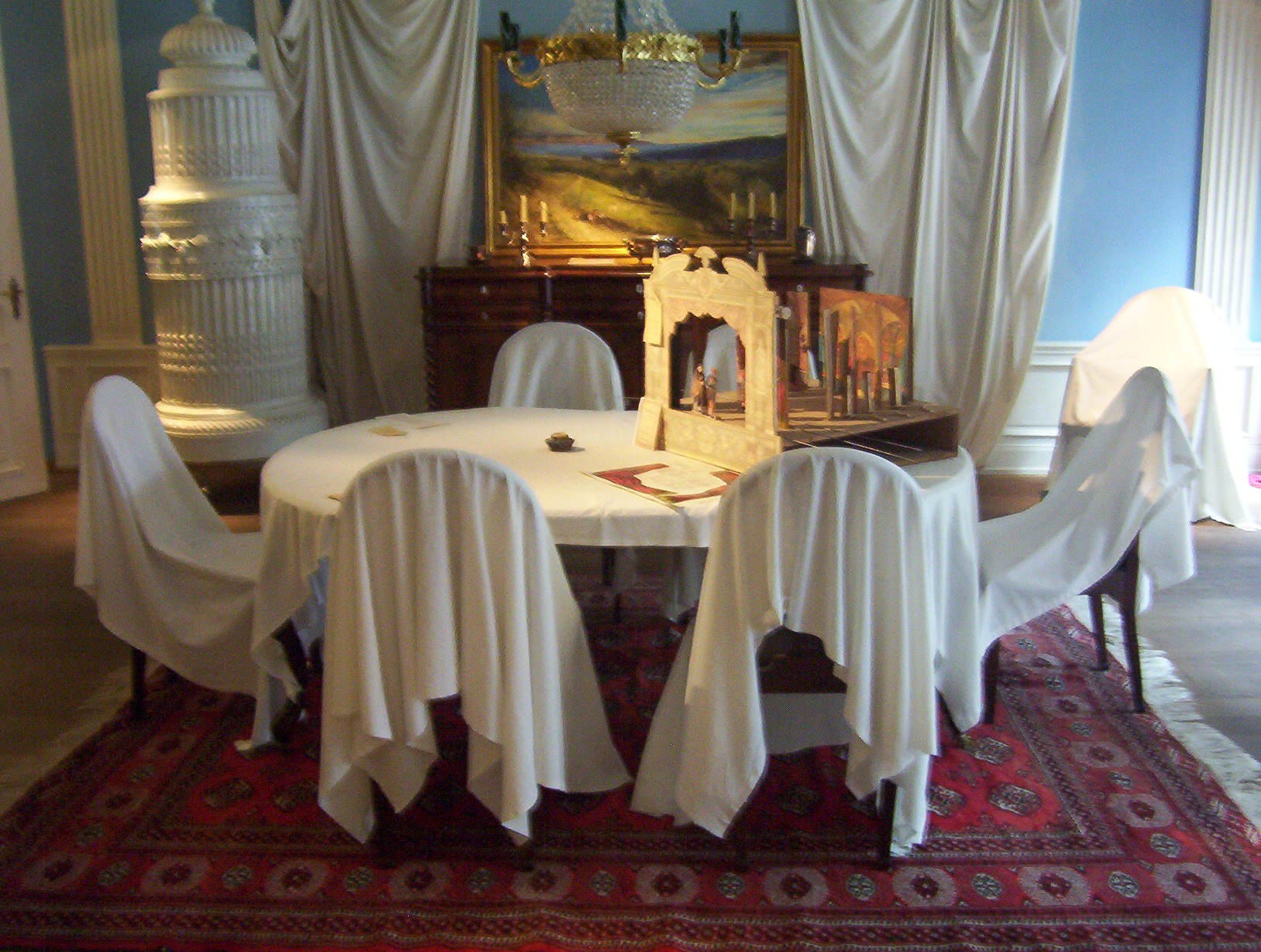
La sala da pranzo